# Love Myself
«Love Myself» es el sencillo debut de la actriz y cantante estadounidense Hailee Steinfeld. Fue lanzado el 7 de agosto de 2015, a través de Republic Records y Universal Music Group, como el sencillo principal de su EP debut, Haiz (2015). La canción fue escrita por Mattias Larsson, Robin Fredriksson, Óscar Holter, Julia Michaels, Hailee Steinfeld, y Justin Tranter, con la producción a cargo de Holter, con Larsson y Fredriksson bajo su nombre artístico Mattman y Robin. También se incluye en la banda sonora de la película de 2015, Jem y los Hologramas.

## Composición
Las letras de la canción incluyen "Voy a poner mi cuerpo primero / Y me amas tanto" hasta que duele" y "Voy a tocar el dolor de distancia / Sé gritar mi propio nombre"; El vídeo musical, lanzado una semana más tarde, cuenta con Steinfeld vistiendo un leotard blasonado con "autoservicio". Esto incitó a muchos fanáticos y medios de comunicación a doblar la canción una "oda a la masturbación". Steinfeld dijo que las letras están destinadas a ser interpretadas por el oyente, "pero para mí es un registro de empoderamiento y es en última instancia, sobre cuidar de sí mismo y complacerse, ya sea emocional o físicamente o con cosas materiales". Según Musicnotes.com, la canción está escrita en sol menor, y tiene un tempo de 120 latidos por minuto.

## Vídeo musical
El vídeo musical, dirigido por Hannah Lux Davis, fue lanzado el 14 de agosto de 2015. El vídeo muestra a Steinfeld bailando en diferentes partes de la ciudad de Los Ángeles.

## Posicionamiento en listas

### Semanales
| Australia       | ARIA Top 100 Singles    | 92  |
| Bélgica (Fl)    | Ultratip                | 4   |
| Bélgica (W)     | Ultratip                | 29  |
| Canadá          | Canadian Hot 100        | 15  |
| Dinamarca       | Tracklisten             | 36  |
| Eslovaquia      | Singles Digital Top 100 | 12  |
| Estados Unidos  | Billboard Hot 100       | 30  |
| Estados Unidos  | Dance Club Songs        | 6   |
| Estados Unidos  | Pop Songs               | 15  |
| Estados Unidos  | Adult Pop Songs         | 36  |
| Estados Unidos  | Dance/Mix Show Airplay  | 30  |
| Irlanda         | IRMA                    | 51  |
| Italia          | FIMI                    | 50  |
| Japón           | Japan Hot 100           | 35  |
| Noruega         | VG-lista                | 20  |
| Nueva Zelanda   | NZ Top 40 Singles Chart | 19  |
| Países Bajos    | Dutch Top 40            | 37  |
| Reino Unido     | UK Singles Chart        | 180 |
| República Checa | Singles Digitál Top 100 | 12  |
| Suecia          | Sweden Top 60           | 35  |
| Suiza           | Schweizer Hitparade     | 64  |

### Certificaciones
| País           | Organismo certificador | Certificación | Ventas certificadas | Ref.   |
| -------------- | ---------------------- | ------------- | ------------------- | ------ |
| Canadá         | Music Canada           | 2× Platino    | 200 000             | [ 35 ] |
| Dinamarca      | IFPI — Dinamarca       | Oro           | 30 000              | [ 36 ] |
| Estados Unidos | RIAA                   | Platino       | 1 000 000           | [ 37 ] |
| Italia         | FIMI                   | Oro           | 25 000              | [ 38 ] |
| Nueva Zelanda  | RMNZ                   | Oro           | 7500                | [ 39 ] |
| Suecia         | IFPI — Suecia          | Platino       | 40 000              | [ 40 ] |